# Linognathoides marmotae
Linognathoides marmotae är en insektsart som först beskrevs av Ferris 1923.  Linognathoides marmotae ingår i släktet Linognathoides och familjen ledlöss. Inga underarter finns listade i Catalogue of Life.